# Rally Liepāja de 2022
El Rally Liepāja de 2022, oficialmente 10. Tet Rally Liepāja, fue la 10.º edición y la quinta ronda de la temporada 2022 del Campeonato de Europa de Rally. Se celebró del 1 al 3 de julio y contó con un itinerario de doce tramos sobre tierra que sumaban un total de 181,01 km cronometrados.
El ganador de la prueba fue el local Mārtiņš Sesks, que en una muestra de dominio abrumador ganó todas las especiales cronometradas en su camino a su primera victoria en el ERC. El líder del campeonato y compañero de equipo de Sesks, Efrén Llarena terminó en la segunda posición logrando el primer doblete del Team MRF Tyres en el campeonato. El podio lo cerró el finés Mikko Heikkilä que se estrenó en el podio con la tercera posición obtenida.
Además Mārtiņš Sesks se convirtió en el segundo letón en ganar su prueba de casa tras Ralfs Sirmacis quien consiguió la victoria en la edición 2016 ambos a bordo de un Škoda.

## Lista de inscriptos
| Num.                     | Piloto                | Copiloto               | Automóvil              | Equipo                       |
| ------------------------ | --------------------- | ---------------------- | ---------------------- | ---------------------------- |
| 1                        | Efrén Llarena         | Sara Fernández         | Škoda Fabia Rally2 evo | Team MRF Tyres               |
| 2                        | Nil Solans            | Marc Martí             | Hyundai i20 N Rally2   | Nil Solans                   |
| 3                        | Simone Tempestini     | Sergiu Itu             | Škoda Fabia Rally2 evo | Simone Tempestini            |
| 4                        | Javier Pardo Siota    | Adrián Pérez Fernández | Škoda Fabia Rally2 evo | Team MRF Tyres               |
| 5                        | Alberto Battistolli   | Simone Scattolin       | Škoda Fabia Rally2 evo | Alberto Battistolli          |
| 6                        | Ken Torn              | Kauri Pannas           | Ford Fiesta Rally2     | Plon RT                      |
| 7                        | Simon Wagner          | Pia Šumer              | Škoda Fabia Rally2 evo | Eurosol Racing Team Hungary  |
| 8                        | Tom Kristensson       | Andreas Johansson      | Hyundai i20 R5         | Kowax 2BRally Racing         |
| 9                        | Yoann Bonato          | Benjamin Boulloud      | Citroën C3 Rally2      | Yoann Bonato                 |
| 10                       | Josep Bassas Mas      | Axel Coronado Jiménez  | Škoda Fabia R5         | Josep Bassas Mas             |
| 11                       | Mārtiņš Sesks         | Renars Francis         | Škoda Fabia Rally2 evo | Team MRF Tyres               |
| 12                       | Hayden Paddon         | John Kennard           | Hyundai i20 N Rally2   | Hayden Paddon                |
| 14                       | Łukasz Kotarba        | Tomasz Kotarba         | Citroën C3 Rally2      | BTH Import Stal Rally Team   |
| 15                       | Gregor Jeets          | Timo Taniel            | Škoda Fabia Rally2 evo | Tehase Auto                  |
| 16                       | Vaidotas Žala         | Ilka Minor             | Škoda Fabia Rally2 evo | Teltonika Racing             |
| 17                       | Vladas Jurkevičius    | Aisvydas Paliukėnas    | Škoda Fabia Rally2 evo | Vladas Jurkevičius           |
| 18                       | Priit Koik            | Kristo Tamm            | Ford Fiesta Rally2     | OT Racing                    |
| 19                       | Mikko Heikkilä        | Samu Vaaleri           | Škoda Fabia Rally2 evo | Mikko Heikkilä               |
| 20                       | Luke Anear            | Andrew Sarandis        | Ford Fiesta Rally2     | Luke Anear                   |
| 21                       | Igor Widłak           | Daniel Dymurski        | Ford Fiesta Rally3     | KG-RT                        |
| 22                       | Kaspar Kasari         | Rainis Raidma          | Ford Fiesta Rally3     | OT Racing                    |
| 23                       | Laurent Pellier       | Marine Pelamourgues    | Opel Corsa Rally4      | ADAC Opel Rallye Junior Team |
| 24                       | Óscar Palomo Ortíz    | Xavi Moreno            | Peugeot 208 Rally4     | Rallye Team Spain            |
| 25                       | Martin László         | Dávid Berendi          | Renault Clio Rally4    | M-Sport Racing Kft.          |
| 26                       | Andrea Mabellini      | Virginia Lenzi         | Renault Clio Rally4    | Toksport WRT                 |
| 27                       | Toni Herranen         | Mikko Lukka            | Ford Fiesta Rally4     | Toni Herranen                |
| 28                       | Victor Hansen         | Victor Johansson       | Ford Fiesta Rally4     | Victor Hansen                |
| 29                       | Alex Español          | José Murado González   | Peugeot 208 Rally4     | ACA eSport                   |
| 30                       | Justas Simaška        | Giedrius Nomeika       | Ford Fiesta Rally4     | Mažeikių Auto Sporto Klubas  |
| 31                       | Roberto Daprà         | Luca Guglielmetti      | Ford Fiesta Rally4     | Roberto Daprà                |
| 32                       | Daniel Polášek        | Kateřina Janovská      | Ford Fiesta Rally4     | Yacco ACCR Team              |
| 33                       | Joosep Ralf Nõgene    | Aleks Lesk             | Ford Fiesta Rally4     | CKR Estonia                  |
| 34                       | Mattia Vita           | Massimiliano Bosi      | Ford Fiesta Rally4     | Mattia Vita                  |
| 35                       | Isak Reiersen         | Lucas Karlsson         | Ford Fiesta Rally4     | Isak Reiersen                |
| 36                       | Anthony Fotia         | Arnaud Dunand          | Renault Clio Rally4    | Toksport WRT                 |
| 37                       | Luca Waldherr         | Claudia Maier          | Opel Corsa Rally4      | ADAC Opel Rallye Junior Team |
| 38                       | Karl-Markus Sei       | Martin Leotoots        | Peugeot 208 Rally4     | ALM Motorsport               |
| 39                       | Benjamin Korhola      | Pekka Kelander         | Ford Fiesta Rally4     | Benjamin Korhola             |
| 40                       | Paulo Soria           | Marcelo Der Ohannesian | Renault Clio Rally5    | Paulo Soria                  |
| 41                       | Giorgio Cogni         | Gabriele Zanni         | Renault Clio Rally5    | Giorgio Cogni                |
| 42                       | Sergio Fuentes Matías | Alain Peña Salvador    | Renault Clio Rally5    | Sergio Fuentes Matías        |
| 43                       | Emre Hasbay           | Onur Vatansever        | Renault Clio Rally5    | Emre Hasbay                  |
| 44                       | Andrea Mazzocchi      | Silvia Gallotti        | Renault Clio Rally5    | Andrea Mazzocchi             |
| 45                       | Patrik Herczig        | Kristóf Varga          | Renault Clio Rally5    | Herczig ASE                  |
| 46                       | Ghjuvanni Rossi       | Dominique Corvi        | Renault Clio Rally5    | Ghjuvanni Rossi              |
| Fuente: ewrc-results.com |                       |                        |                        |                              |

## Itinerario
| Día                     | Tramo | Nombre                | Distancia | Ganador de la etapa | Automóvil              | Tiempo | Líder de la general |
| ----------------------- | ----- | --------------------- | --------- | ------------------- | ---------------------- | ------ | ------------------- |
| Día 1 (1 de julio)      | -     | Shakedown             | 3.77 km   | Tom Kristensson     | Hyundai i20 R5         | 1:53.4 | -                   |
| Día 2 (2 de julio)      | SS1   | Strazde 1             | 9.50 km   | Mārtiņš Sesks       | Škoda Fabia Rally2 evo | 4:32.1 | Mārtiņš Sesks       |
| Día 2 (2 de julio)      | SS2   | Mundigciems 1         | 14.83 km  | Mārtiņš Sesks       | Škoda Fabia Rally2 evo | 7:45.1 | Mārtiņš Sesks       |
| Día 2 (2 de julio)      | SS3   | Kāķīši 1              | 18.70 km  | Mārtiņš Sesks       | Škoda Fabia Rally2 evo | 9:47.4 | Mārtiņš Sesks       |
| Día 2 (2 de julio)      | SS4   | Strazde 2             | 9.15 km   | Mārtiņš Sesks       | Škoda Fabia Rally2 evo | 4:24.1 | Mārtiņš Sesks       |
| Día 2 (2 de julio)      | SS5   | Mundigciems 2         | 14.83 km  | Mārtiņš Sesks       | Škoda Fabia Rally2 evo | 7:38.3 | Mārtiņš Sesks       |
| Día 2 (2 de julio)      | SS6   | Kāķīši 2              | 18.70 km  | Mārtiņš Sesks       | Škoda Fabia Rally2 evo | 9:43.8 | Mārtiņš Sesks       |
| Día 3 (3 de julio)      | SS7   | Vecpils 1             | 20.26 km  | Mārtiņš Sesks       | Škoda Fabia Rally2 evo | 9:42.2 | Mārtiņš Sesks       |
| Día 3 (3 de julio)      | SS8   | Dinsdurbe             | 6.41 km   | Mārtiņš Sesks       | Škoda Fabia Rally2 evo | 3:04.0 | Mārtiņš Sesks       |
| Día 3 (3 de julio)      | SS9   | Vecpils 2             | 20.26 km  | Mārtiņš Sesks       | Škoda Fabia Rally2 evo | 9:38.1 | Mārtiņš Sesks       |
| Día 3 (3 de julio)      | SS10  | Tebra 1               | 18.68 km  | Mārtiņš Sesks       | Škoda Fabia Rally2 evo | 9:35.2 | Mārtiņš Sesks       |
| Día 3 (3 de julio)      | SS11  | Podnieki              | 11.01 km  | Mārtiņš Sesks       | Škoda Fabia Rally2 evo | 5:59.2 | Mārtiņš Sesks       |
| Día 3 (3 de julio)      | SS12  | Tebra 2 (Power Stage) | 18.68 km  | Mārtiņš Sesks       | Škoda Fabia Rally2 evo | 9:30.4 | Mārtiņš Sesks       |
| Fuente:ewrc-results.com |       |                       |           |                     |                        |        |                     |

### Power stage
El power stage fue una etapa de 18.68 km al final del rally. Se otorgaron puntos adicionales del campeonato europeo a los cinco más rápidos.
| Pos. | Piloto              | Copiloto         | Coche                  | Equipo              | Tiempo | Puntos |
| ---- | ------------------- | ---------------- | ---------------------- | ------------------- | ------ | ------ |
| 1    | Mārtiņš Sesks       | Renars Francis   | Škoda Fabia Rally2 evo | Team MRF Tyres      | 9:30.4 | 5      |
| 2    | Alberto Battistolli | Simone Scattolin | Škoda Fabia Rally2 evo | Alberto Battistolli | +5.5   | 4      |
| 3    | Efrén Llarena       | Sara Fernández   | Škoda Fabia Rally2 evo | Team MRF Tyres      | +5.7   | 3      |
| 4    | Ken Torn            | Kauri Pannas     | Ford Fiesta Rally2     | Plon RT             | +6.2   | 2      |
| 5    | Gregor Jeets        | Timo Taniel      | Škoda Fabia Rally2 evo | Tehase Auto         | +7.9   | 1      |

## Clasificación final
| Pos.                     | Piloto              | Copiloto               | Automóvil              | Equipo                      | Tiempo    | Puntos  |
| ------------------------ | ------------------- | ---------------------- | ---------------------- | --------------------------- | --------- | ------- |
| 1                        | Mārtiņš Sesks       | Renars Francis         | Škoda Fabia Rally2 evo | Team MRF Tyres              | 1:31:19.8 | 30+5    |
| 2                        | Efrén Llarena       | Sara Fernández         | Škoda Fabia Rally2 evo | Team MRF Tyres              | +1:10.9   | 24+3    |
| 3                        | Mikko Heikkilä      | Samu Vaaleri           | Škoda Fabia Rally2 evo | Mikko Heikkilä              | +1:11.6   | 21      |
| 4                        | Ken Torn            | Kauri Pannas           | Ford Fiesta Rally2     | Plon RT                     | +1:31.2   | 19+2    |
| 5                        | Gregor Jeets        | Timo Taniel            | Škoda Fabia Rally2 evo | Tehase Auto                 | +1:39.2   | 17+1    |
| 6                        | Hayden Paddon       | John Kennard           | Hyundai i20 N Rally2   | Hayden Paddon               | +1:45.5   | 15      |
| 7                        | Alberto Battistolli | Simone Scattolin       | Škoda Fabia Rally2 evo | Alberto Battistolli         | +2:03.1   | 13+4    |
| 8                        | Javier Pardo Siota  | Adrián Pérez Fernández | Škoda Fabia Rally2 evo | Team MRF Tyres              | +2:13.8   | 11      |
| 9                        | Simone Tempestini   | Sergiu Itu             | Škoda Fabia Rally2 evo | Simone Tempestini           | +2:32.8   | 9       |
| 10                       | Yoann Bonato        | Benjamin Boulloud      | Citroën C3 Rally2      | Yoann Bonato                | +2:47.2   | 7       |
| 11                       | Miklós Csomós       | Attila Nagy            | Škoda Fabia R5         | GR Motorsport Kft.          | +2:54.6   | [ n 1 ] |
| 12                       | Nil Solans          | Marc Martí             | Hyundai i20 N Rally2   | Nil Solans                  | +3:11.9   | 5       |
| 13                       | Tom Kristensson     | Andreas Johansson      | Hyundai i20 R5         | Kowax 2BRally Racing        | +3:36.8   | 4       |
| 14                       | Priit Koik          | Kristo Tamm            | Ford Fiesta Rally2     | OT Racing                   | +5:27.5   | 3       |
| 15                       | Simon Wagner        | Pia Šumer              | Škoda Fabia Rally2 evo | Eurosol Racing Team Hungary | +7:04.9   | 2       |
| 16                       | Hubert Laskowski    | Michał Kuśnierz        | Ford Fiesta Rally3     | Car Speed Racing            | +9:35.4   | [ n 1 ] |
| 17                       | Óscar Palomo Ortíz  | Xavi Moreno            | Peugeot 208 Rally4     | Rallye Team Spain           | +11:32.2  | 1       |
| Fuente: ewrc-results.com |                     |                        |                        |                             |           |         |

## Clasificaciones tras el rally
| Posición | Piloto              | Puntos | Cambios de posición |
| -------- | ------------------- | ------ | ------------------- |
| 1        | Efrén Llarena       | 116    | Sin cambios         |
| 2        | Nil Solans          | 70     | Sin cambios         |
| 3        | Simone Tempestini   | 64     | Sin cambios         |
| 4        | Alberto Battistolli | 57     | Crecimiento         |
| 5        | Javier Pardo Siota  | 55     | Sin cambios         |

| Posición | Equipo                       | Puntos | Cambios de posición |
| -------- | ---------------------------- | ------ | ------------------- |
| 1        | Team MRF Tyres               | 201    | Sin cambios         |
| 2        | Toksport WRT                 | 164    | Sin cambios         |
| 3        | Rally Team Spain             | 133    | Sin cambios         |
| 4        | ADAC Opel Rallye Junior Team | 103    | Sin cambios         |
| 5        | Suzuki Motor Ibérica         | 64     | Sin cambios         |